# Claude Bonin-Pissarro

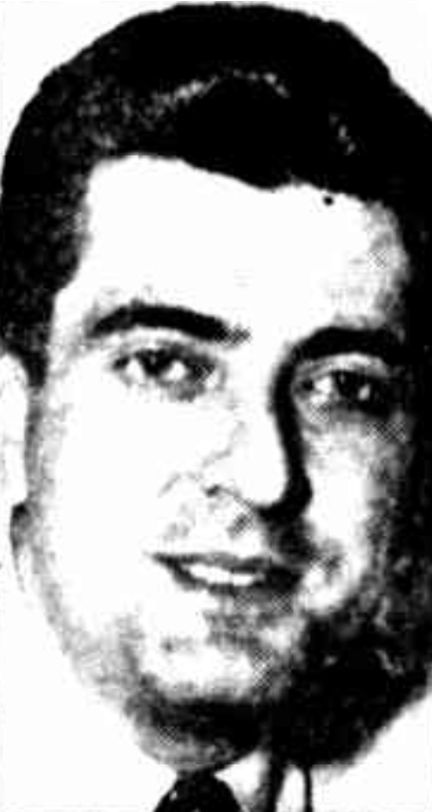
Claude Bonin-Pissarro, Brisbane, 6. April 1953

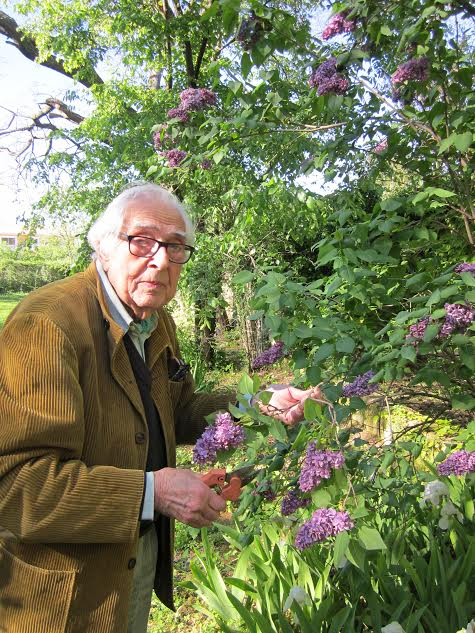
Claude Bonin-Pissarro, 2014

Jean Claude Michel Bonin-Pissarro (* 11. Juli 1921 in Houilles; † 21. Juli 2021 in Montpellier) war ein französischer Maler und Grafikdesigner. Er entstammte der Künstlerfamilie Pissarro.
Nach seiner Tätigkeit als Hochschullehrer schloss er sich während des Zweiten Weltkriegs dem Widerstand gegen den Nationalsozialismus in Frankreich an.
Als Beauftragter Frankreichs führte Bonin-Pissarro 1953 mit der Wanderausstellung French Painting Today für neun Monate 123 Exponate Moderner Kunst der École de Paris in die Staatsgalerien der Metropolen Australiens. Die Veranstaltung sorgte landesweit für Furore und brach dabei allerorts Besucherrekorde. Trotz teilweise harscher Kritik erwies sie sich als die einflussreichste Ausstellung internationaler Kunst, die in den 1950er Jahren in Australien gezeigt wurde.
Ab 1954 beschäftigte sich Bonin-Pissarro bis zu seinem beruflichen Ruhestand 1986 mit kommerziellem Grafikdesign. Als Maler vertrat er den Stil des Post-Impressionismus. Seine Arbeiten zeigten oft Szenen aus dem Süden Frankreichs.

## Familie

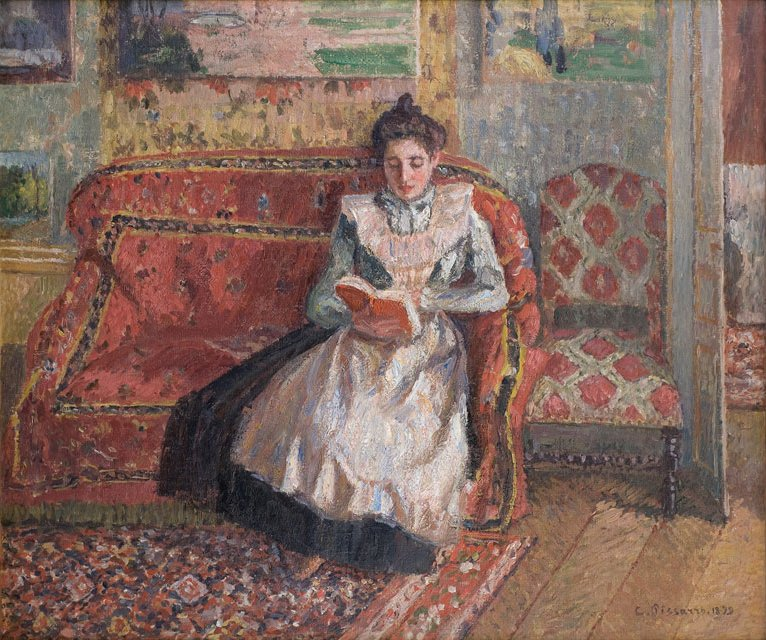
Jeanne Pissarro in einem Gemälde ihres Vaters, 1899.

Claude Bonin-Pissarro ist ein Sohn des französischen Malers Alexandre Bonin (1876–1943) und der Jeanne Pissarro (1881–1948), der Tochter des impressionistischen Malers Camille Pissarro. Er heiratete die Baskin Sylvie Ormaechea, ihre gemeinsamen Kinder sind Frédéric Bonin-Pissarro (* 1964, ebenfalls Maler) und Lila Lebelle (* 1972, Schauspiel und Kommunikation). Auch Claudes Bruder Henri Bonin-Pissarro ist Maler.

## Leben

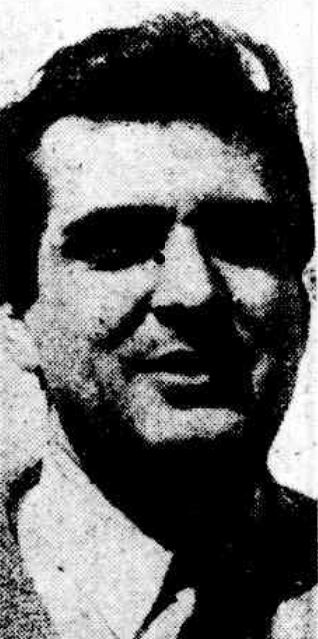
Claude Bonin-Pissarro, 1953 in Hobart

Claude Bonin-Pissarro verbrachte seine Kindheit in Pontoise, wo er unter dem malerischen Einfluss seines Großvaters Camille Pissarro aufwuchs. Seine Familie ließ sich später erst in Enghien-les-Bains, dann in Paris nieder. Sein Studium der Kunstgeschichte an der École nationale supérieure des arts décoratifs in Paris schloss er als Klassenbester mit summa cum laude ab. Darauf lehrte er an der École Nationale Supérieure d’Arts et Métiers.
Während der deutschen Besatzung Frankreichs im Zweiten Weltkrieg war er 1943 als Leiter der Kunstwerkaufbewahrungsstelle nahe Avignon an der Sicherstellung und dem Schutz von Kunstschätzen aus französischen Nationalgalerien (besonders dem Musée Calvet) vor den Händen der Besatzer beteiligt. Im Zuge dieser Tätigkeit trat er der Résistance bei. In der Nachkriegszeit widmete er sich wieder der Malerei und stellte einige seiner Arbeiten aus, besonders im „Salon der Unter–Dreißigjährigen.“ Zudem entwarf er eine Werbekampagne für das Parfüm Lesure in der Illustrierten Paris Match.

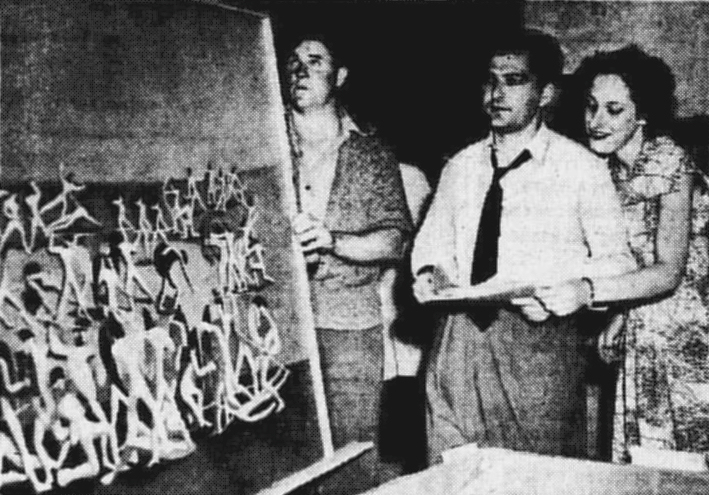
Claude Bonin-Pissarro im Tasmanian Museum and Art Gallery, Hobart 1953

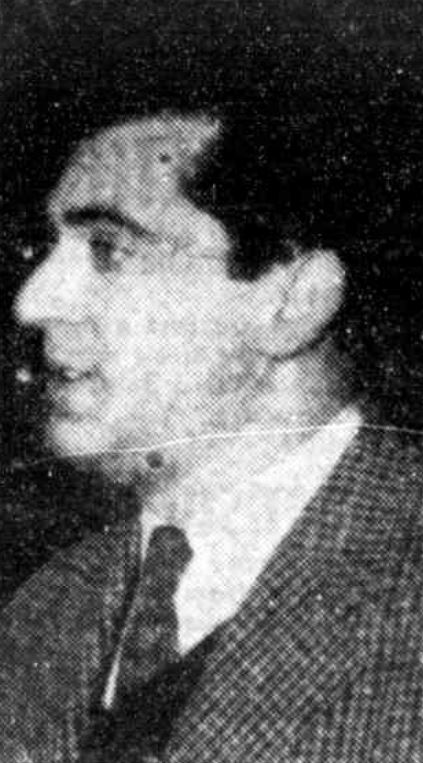
Claude Bonin-Pissarro, 1953 in Adelaide

Als Beauftragter der französischen Regierung und der Association française d’action artistique (AFAA) war Claude Bonin-Pissarro mit der Vorbereitung der durch die Metropolen Australiens führenden Wanderausstellung French Painting Today und deren Begleitung vor Ort betraut worden. Er war nach Australien geflogen, um dort 123 Kunstwerke in Empfang zu nehmen, jedoch kam es beim Transport der Objekte zu einer Schiffshavarie, wonach die Ausstellung nur mit Verspätung beginnen konnte.
In der kontrovers geführten öffentlichen Diskussion um die modernen und oft abstrakten Sujets der gezeigten Arbeiten kommentierten
australische Medien nicht selten mit Spott und Unverständnis. Bonin-Pissarro erhielt mehrere hundert Briefe mit teilweise erregten Kommentaren zu den gezeigten Werken. Er nahm immer wieder erklärend Stellung, die australische Presse bezeichnete ihn als „vigorous ‘Guardian’ of French Art“ (deutsch energischer ‚Beschützer, Verfechter‘ der französischen Kunst). Er selbst sah sich als „Botschafter der französischen Malerei“, besaß aber nur limitierte Englischkenntnisse und wurde von Übersetzern begleitet. Trotz teilweise harscher Kritik erwies sich die Ausstellung als die einflussreichste Ausstellung internationaler Kunst, die in den 1950er Jahren in Australien gezeigt wurde.

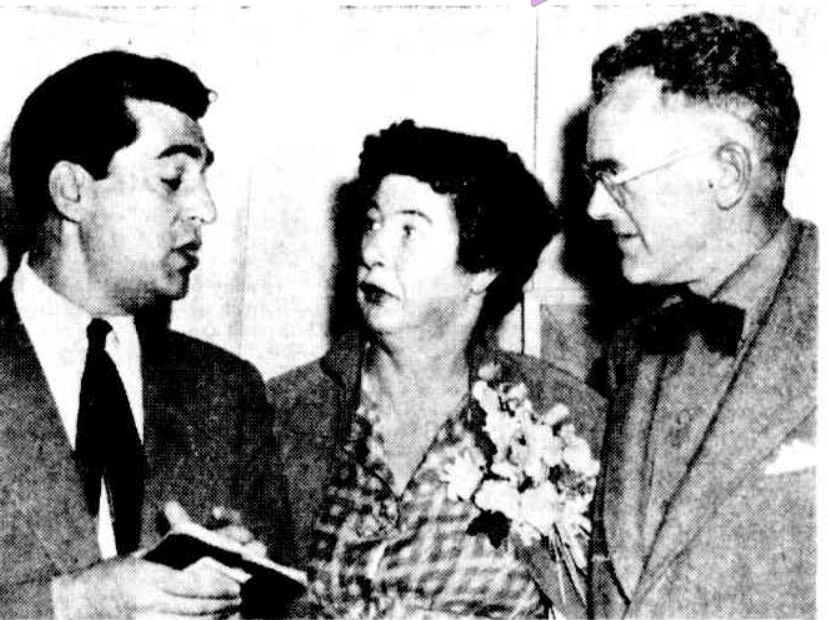
Claude Bonin-Pissarro mit der Malerin Moya Dyring und dem Direktor der National Art Gallery Sydney, Hal Missingham, 1953

Während seines Aufenthalts in Sydney nahm Bonin-Pissarro auch gesellschaftliche Aufgaben war, so eröffnete er im Februar 1953 in den Macquarie Galleries eine Ausstellung der australischen Malerin des Kubismus Moya Dyring. In seiner Öffentlichkeitsarbeit äußerte er sich im Juli 1953 In Adelaide anerkennend zu den Arbeiten des australischen Künstlers Wladyslaw Dutkiewicz und dessen Bruders Ludwik Dutkiewicz, die er als die besten Werke der dortigen Contemporary Art Society hervorhob. Ebenso lobte er das Schaffen der jungen australischen Künstler, die mit dem Blake Prize for Religious Art ausgezeichnet worden waren. Er vertrat die Ansicht, dass die zu dieser Zeit bestehende Sammlung der Art Gallery of South Australia in Adelaide die beste Repräsentation moderner Kunst in Australien sei und regte einen jährlichen Preis ähnlich dem Archibald Prize an, zur Auszeichnung von jungen modernen Malern im Alter von unter 35 Jahren.
Nach seiner Rückkehr aus Australien beschäftigte sich Claude Bonin-Pissarro mit der Erneuerung des Layouts und der Typografie des Verlags Club français du livre. Seine Arbeit prägte unter anderem auch das Layout, die Schriftart und den Zeichensatz sowie die Buchbindung des französischen Buchclubs Livre du mois (Buch des Monats) mit.
1960 übernahm er die Aufgabe des Artdirectors bei der Firma Woolmark. Mit seiner eigenen Agentur Société d’Edition & de Publicité spezialisierte sich Claude Bonin-Pissarro ab 1969 auf Werbung für Industrie und pharmazeutische Hersteller. 1986 zog er in die Nähe von Montpellier.

## Werk
Claude Bonin-Pissarro wuchs im malerischen Umfeld seiner weitverzweigten Künstlerfamilie auf und kam so früh mit der Malerei in Berührung. In Australien fertigte er Landschaftszeichnungen an. Zudem entwarf er hier das Bühnenbild zu der Oper La traviata, die in der Sydney Town Hall am 29. Oktober 1953 in seiner Anwesenheit erstaufgeführt wurde. Sein Konzept wurde von der Künstlerin Margaret Cilento aus Brisbane umgesetzt.
Als Maler ist Bonin-Pissarro von dem Spätimpressionisten Paul Gauguin beeinflusst, zudem orientiert er sich an den Vertretern des Fauvismus Pierre Bonnard und Henri Matisse. Seine Gemälde reflektieren das Licht und die kräftigen Farben des Südens von Frankreich, wo er lebt. Bonin-Pissarro beherzigt den von seinem Großvater Camille Pissarro erhaltenen Rat: „Habe keine Angst vor Farbe. Male, was Du beobachtest und fühlst. Man braucht nur einen Meister: die Natur. Sie ist diejenige, die wir immer konsultieren sollten.“ So ist seine Farbpalette breit, leuchtende Rottöne können sich an warmem Orange reiben oder es kann Rosa mit durchdringendem Blau oder leuchtendem Grün kontrastieren. „Mein Stil ändert sich mit den Empfindungen, die das Thema in mir weckt“, erklärte Bonin-Pissarro.  Die Sujets seiner Gemälde zeigen oft Landschaften, Strände und  Stillleben. Mehrere seiner Arbeiten befinden sich in privaten Sammlungen in Frankreich, Großbritannien, den Niederlanden, den Vereinigten Staaten, Deutschland und Japan.

### Gemälde (Auswahl)
- Descente de la voile: Ciel d’orage
- Le sous-bois
- Soleil couchant dans les chenes verts
- Le jardin et le cerisier, 1971
- Chemim sous les branches, 1983–1984
- L’arbre rose, 1985
- Le sentier rose dans les guillons, 1988
- Bleu Citron

### Ausstellungen (Auswahl)
- Macquarie Gallery, Cincinnati 2001[36]
- Galerie Akka Valmay in Paris, gelegentlich[39]
- Petit temple, Ganges 2009, 60 Bilder kuratiert von seiner Tochter Lila Lebelle[5][40][37]
- Rétrospective Claude Bonin-Pissarro, Galerie Jean-Claude Réno, Montpellier 2016,[3] 20 Gemälde kuratiert von Lila Lebelle[5][38]

Bonin-Pissarro bevorzugte kleinere Ausstellungen und war der Ansicht, dass Salons (etablierte Kunstausstellungen) das Gefühl des Großen, des Schönen ersticken und verderben. „Künstler werden von dem Wunsch getrieben, um jeden Preis wahrgenommen zu werden, für das vermeintliche Glück eines exzentrischen Subjekts, das in der Lage ist, Wirkung zu erzielen. […] Der Salon ist ein Bazar, in dem die Industrie statt der Kunst regiert.“

### Veröffentlichungen
- On Understanding Of Modern Art. In: Le Courrier Australien.

Teil I vom 27. März 1953, Teil II vom 10. April 1953.
- L’art et le chemin de l’amitie. In: Le Courrier Australien vom 20. November 1953, S. 7.
- Vorwort zu: Anthony Lacoudre: Ici est né l'impressionnisme: guide de randonnées en Yvelines. Édition du Valhermeil, 2003, ISBN 2-913328-41-5, 423 S.
- Le peintre en son jardin. Éditions Gaussen, 2017, ISBN 2-35698-110-1, 47 S.